# Ліллебйорн Нільсен
Ліллебйорн Нільсен (справжнє ім'я: Bjørn Falk Nilsen, нар. 21 грудня 1950, Осло, Норвегія — 29 січня 2024) — норвезький співак, автор пісень, гітарист і представник жанру віс. Вважається однією з найвпливовіших фігур норвезької музичної сцени з 1970-х років.

## Біографія
Нільсен народився в Осло та з раннього віку почав займатись музикою. У 1960-х роках він став частиною фолксцени Норвегії. У 1970 році вийшов його дебютний альбом, після чого він здобув широку популярність як сольний виконавець і як учасник гурту Ballade!.

## Творчість
Ліллебйорн Нільсен відомий своїми поетичними текстами, що часто торкаються соціальних тем, культури та повсякденного життя. Його пісні, такі як «Barn av regnbuen» («Діти веселки»), стали знаковими для кількох поколінь норвежців.
Серед інших відомих пісень — гумористична балада «Tanta til Beate» («Тітка Беате»), яка стала справжнім хітом і демонструє майстерність Нільсена у створенні образів повсякденного життя з іронією та теплотою. У цій пісні згадується площа ''Harald Hardrådes plass'' в Осло — саме там, де нині планується встановлення пам'ятника Єлизаветі Ярославні, що підкреслює культурний зв'язок між Норвегією та Україною.

## Дискографія (вибране)
- Tilbake (1971)
- Haba Haba (1974)
- Portrett (1973)
- Byen med det store hjertet (1989)

## Визнання
Нільсен є лауреатом кількох музичних премій Норвегії. Він також відомий своєю громадською активністю та підтримкою прав людини.